# 礼拝時刻

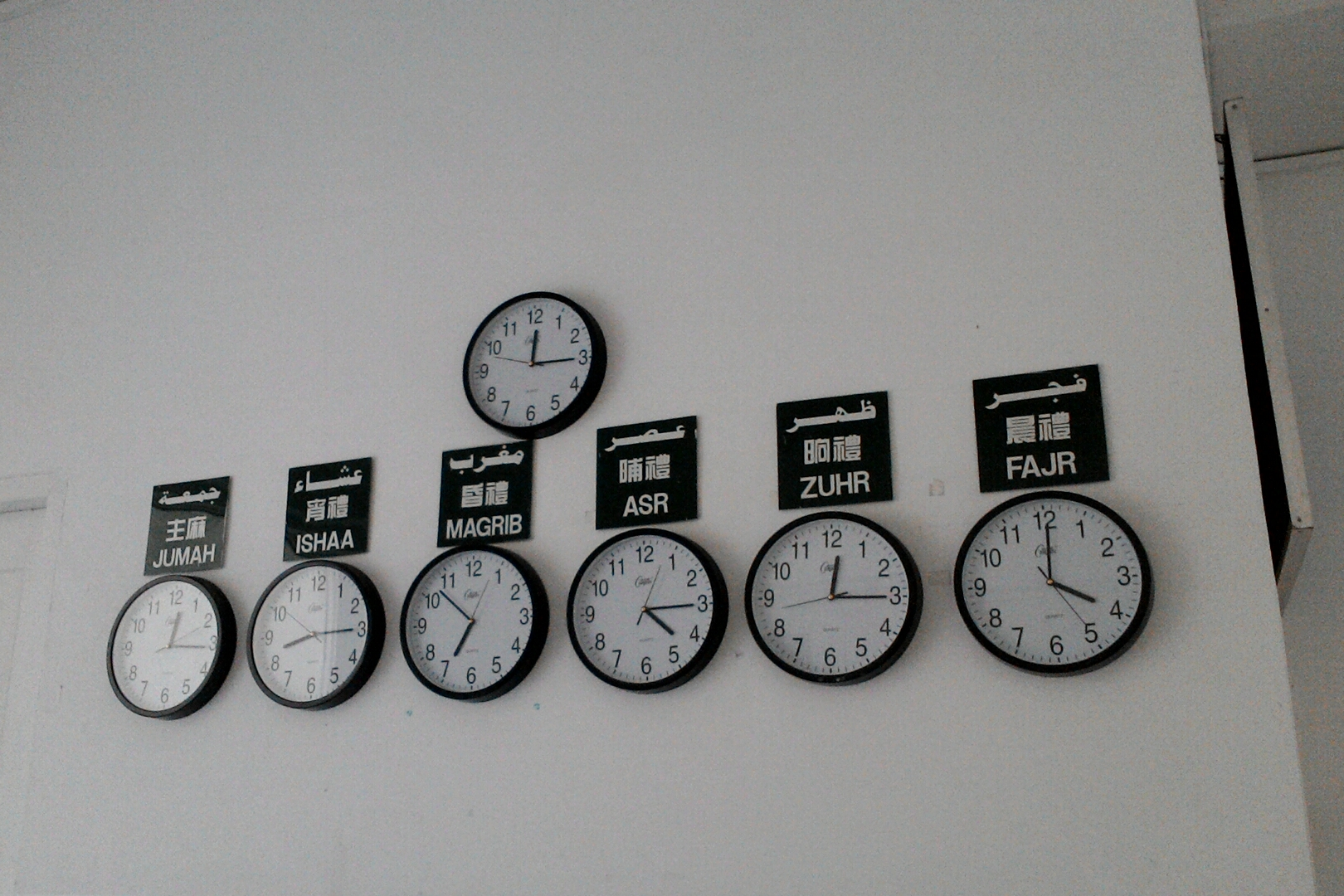
台北清真寺に掲げられた、礼拝時間を示す時計。右端から5つが毎日5回の礼拝、左端は金曜礼拝の時間を示す。

礼拝時刻（英語: Salat times）とはイスラム教において礼拝（サラート）を行うべき時刻のことである。
毎日の礼拝は、早朝の礼拝（ファジュル）、正午過ぎの礼拝（ズフル）、遅い午後の 礼拝（アスル）、日没後の礼拝（マグリブ）、そして夜の就寝前の礼拝（イシャーウ）の五つである。この時刻は、礼拝者が居る地域での太陽の出没条件により規定されている。